# Антикрадіжна система
Антикраді́жна систе́ма — комплекс технічних засобів, які можуть встановлюватись на транспортні засоби (переважно автомобілі), для запобігання їхнього викрадення та іншого несанкціонованого використання.
Антикрадіжні системи є такими що: інформують, стежать, блокують, протидіють.

## Інформуючі антикрадіжні системи
Інформуючі антикрадіжні системи (автосигнализація) призначені для інформування власника, правоохоронних органів або інших осіб про факт несанкціонованого проникнення в транспортний засіб і спробах його угону.
За способом передачі інформаційного сигналу розрізняють:
- акустичні — інформують тільки з використанням акустичних випромінювачів (сирен), встановлених на

транспортному засобі;
- радіо — інформують за допомогою передачі радіосигналів на кінцевий пристрій, що знаходиться у власника;
- комбіновані — включають обидва види оповіщення.

## Стежачі антикрадіжні системи (пошукові системи)
Стежачі антикрадіжні системи інформують власника (правоохоронні органи) через диспетчерський центр (ДЦ) про маршрут несанкціонованого переміщення транспортного засобу з використанням систем навігації та оповіщення по радіоканалу.

## Блокуючі антикрадіжні системи (імобілайзери)
Блокуючі антикрадіжні системи роблять неможливим запуск двигуна транспортного засобу, перемикання передач, блокують рульове управління чи гальма.
Існують різні види імобілайзерів — контактні і безконтактні
У комплект імобілайзера входить блок, блокуючий двигун, і мітка, яка цим блоком зчитується. Форми мітки різні: картки, таблетки, пелюсточки і т. д. Для того, щоб завести авто, мітку необхідно або прикласти до зчитувача імобілайзера, або вставити в зчитувач імобілайзера (контактні імобілайзери) або внести в зону прийому імобілайзера від 30-40 сантиметрів до 15 метрів (безконтактні імобілайзери).
Мультілок на АКПП і МКПП в машині - це протиугінний засіб, яке представляє собою модельний механізм, що виконує блокування та розблокування трансмісії.

### Блокування пуску двигуна
Блокування пуску двигуна здійснюється трьома способами:
- порушенням нормального проходження сигналів управління в проводці електрообладнання за допомогою реле, керованого протиугінною системою;
- блокуванням роботи програмного забезпечення контролера системи вприскування палива (при цьому контролер також є частиною протиугінної системи);
- порушенням нормального режиму подачі палива у двигун, за допомогою клапанів, керованих протиугінною системою.

### Блокування перемикання передач
Блокування перемикання передач здійснюється за допомогою механізмів, що роблять неможливим переміщення важеля перемикання передач. Привід блокуючих механізмів може бути електричним або механічним (за допомогою замка і ключа).

### Блокування керма
Кермо блокується за допомогою замка, що робить в закритому стані неможливим обертання вала керма. Як бюджетний варіант — різноманітні конструкції (зазвичай у вигляді кочерги), що кріпляться до керма і заважають його керуванню.

### Блокування гальмівної системи
Гальмівна система блокується за допомогою замка. Антикрадіжна система є механічним клапаном, який пропускає гальмову рідину до колодок, за рахунок чого гальмування відбувається в штатному режимі, тобто пропорційно натисненню на педаль гальма, але назад гальмівну рідину вже не випускає. Таким чином, варто перевести систему в стан охорони, і після першого гальмування всі колеса автомобіля будуть заблоковані.

## Протидіючі системи
Протидіючі антикрадіжні системи призначені для прямого фізичного впливу на особу, яка вчиняє спробу викрадення транспортного засобу. Фізичний вплив може здійснюватися за допомогою електрошоку, застосування перцевого аерозолю або сльозогінного газу, застосування яскравих пульсуючих джерел світла або джерел гучного звуку.
Сучасні антикрадіжні системи часто об'єднують в собі різні функції.